# Massif (géologie)
Pour les articles homonymes, voir massif.
 (décembre 2024).
En géologie, un massif  est une section de la croûte d'une planète qui est délimitée par des failles ou des flexions. Dans le mouvement de la croûte, un massif tend à conserver sa structure interne tout en se déplaçant dans son ensemble. Le terme désigne également un groupe de montagnes formé par une telle structure.
Le massif est une unité structurelle de la croûte plus petite qu'une plaque tectonique et est considéré comme la quatrième force motrice en géomorphologie[source détournée].
En français, il est utilisé pour désigner une grande masse montagneuse ou un groupe compact de montagnes connectées formant une partie indépendante d'une chaîne. L'un des exemples européens les plus notables d'un massif est le Massif Central de la région Auvergne en France .
La Face sur Mars est un exemple de massif extraterrestre.
Des massifs peuvent également se former sous l'eau, comme le massif Atlantis.

## Liste de massifs

### Afrique
- Adrar des Ifoghas – Mali
- Massif de l'Aïr – Niger
- Massif de Benna – Guinée
- Massif des Bongo – République Centrafricaine
- Plateau de l'Ennedi - Tchad
- Kilimandjaro – frontière du Kenya et de la Tanzanie
- Massif d'Oban – Nigéria
- Massif de Marojejy – Madagascar
- Massif Mulanje – Malawi
- Massif des Virunga – frontière partagée par l'Ouganda, le Rwanda et la RD Congo
- Waterberg – Afrique du Sud

### Asie
- Annapurna – Népal
- Bundelkund – Inde
- Massif de Chu Pong – Vietnam
- Déna – Iran
- Dhaulagiri – Népal
- Gasherbrum – Pakistan
- Hazaran – Iran
- Kheru-Naru (Chekel) – Iran
- Kholeno – Iran
- Kangchenjunga – Népal–Inde
- Monts Knuckles – Sri Lanka
- Massif de Konder – Russie
- Crête de Kugitangtau – Turkménistan
- Massif ultrabasite de Logar – Afghanistan
- Mont Ararat – Turquie
- Mont Damavand – Iran
- Massif de l'Everest (dont Lhotse ) – frontière du Népal et du Tibet ( Chine )
- Mont Kinabalu – Malaisie
- Mont Tomuraushi – Japon
- Nanga Parbat – Pakistan
- Nonne Kun – Inde
- Panchchuli – Inde
- Savalan – Iran
- Shillong – Inde
- Massif de Takht-e Soleyman – Iran
- Zard Kuh – Iran

### Europe
- Massif des Alpilles – France
- Chaîne des Aravis – France

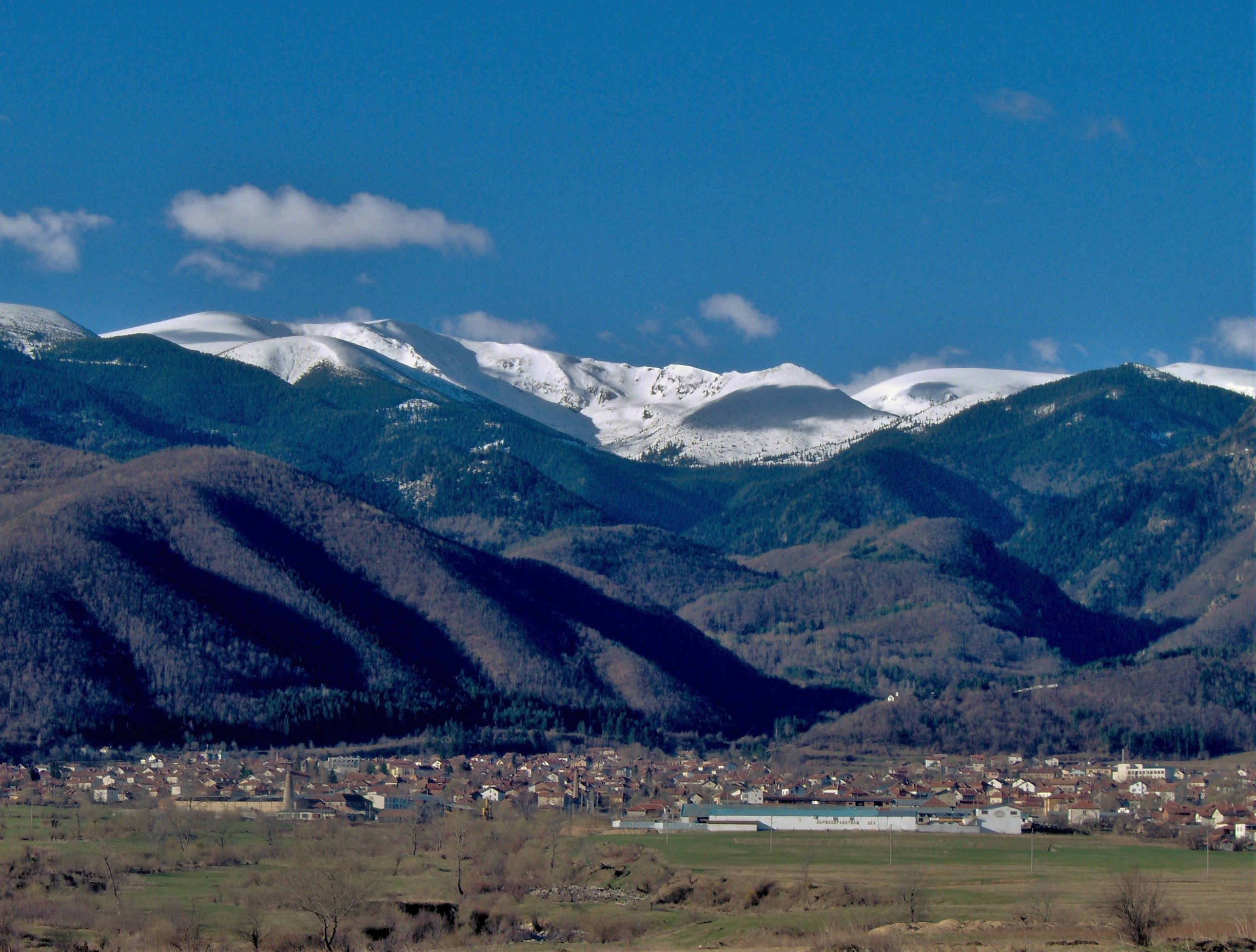
Massif de Rila, Bulgarie

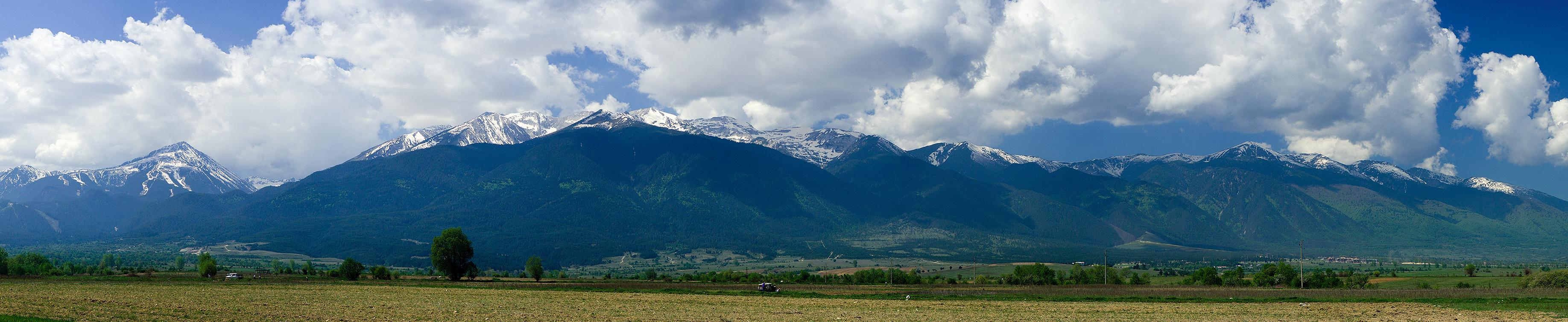
Panorama du massif du Pirin, Bulgarie

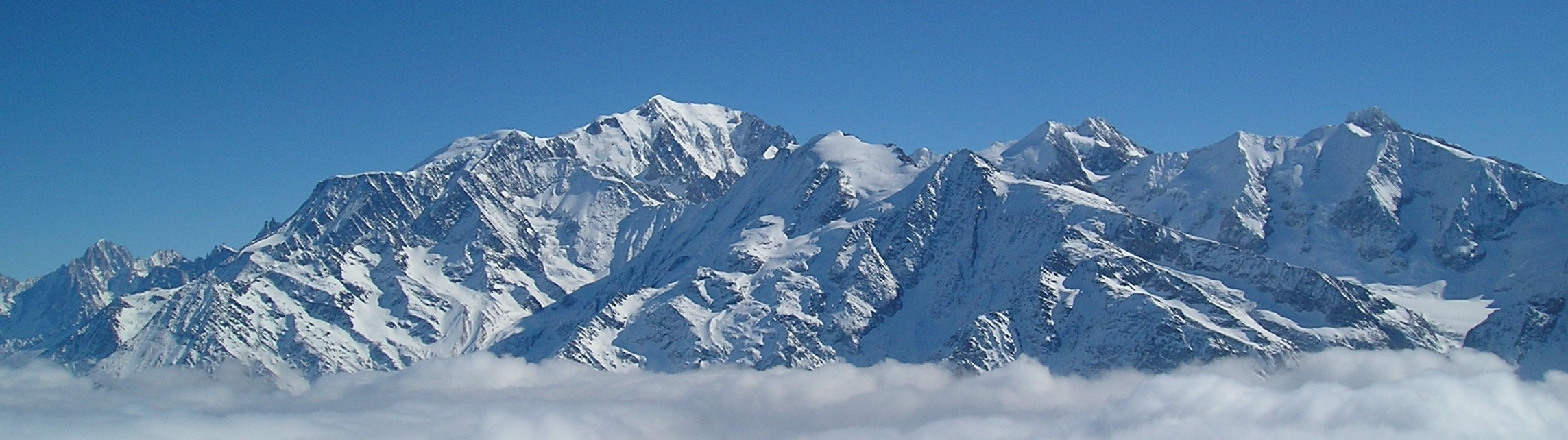
Vue panoramique du massif du Mont-Blanc.

- Massif des Ardennes – France/Belgique/Luxembourg
- Åreskutan – Suède
- Arlberg – Autriche
- Massif armoricain – France
- Massif des Bauges – France
- Massif du Beaufortain – France
- Chaîne de Belledonne
- Ben Nevis – Royaume-Uni
- Massif de Bohême – République Tchèque
- Massif des Bornes – France
- Calanques – France
- Massif de Ceahlău – Roumanie
- Massif des Cerces – France
- Massif du Chablais – France
- Massif de la Chartreuse – France
- Massif des Cornouailles – Royaume-Uni
- Massif du Dévoluy – France
- Massif des Écrins – France
- Massif du Saint-Gothard – Suisse
- Massif de la Jungfrau – Suisse
- Massif du Jura – France
- Massif de la Lauzière – France
- Massif de l'Esterel – France
- Long Mynd – Royaume-Uni
- Massif du Luberon – France
- Massif central – France
- Massiccio del Matese - Italie
- Mangerton Mountain – Irlande
- Massif du Mercantour-Argentera – France
- Montgris – Espagne
- Montserrat – Espagne
- Massif du Mont-Blanc – Italie/France/Suisse
- Massif du Pollino - Italie
- Rila - Rhodopes – Bulgarie/Grèce
- Massif du Sila – Italie
- Massif Snowdon – Royaume-Uni
- Massif du Taillefer – France
- Massif du Troodos – Chypre
- Untersberg – Allemagne/Autriche
- Massif du Queyras – France
- Massif de la Vanoise – France
- Massif du Vercors – France
- Vitocha – Bulgarie
- Massif des Vosges – France

### Amérique du Nord
- Adirondacks – New York, États-Unis
- Massif du mont Cayley – Colombie-Britannique, Canada
- Laurentides – Québec, Canada
- Massif de Charlevoix – Canada
- Mont McKinley – Alaska, États-Unis
- Level Mountain – Canada
- Mont Edziza – Canada
- Mont Juneau – Alaska, États-Unis
- Mont Katahdin - Maine, États-Unis
- Mont Le Conte – Tennessee, États-Unis
- Mont Logan – Yukon, Canada
- Mont Meager – Canada
- Mont Septimus – Canada
- Mont Shuksan – Washington, États-Unis
- Chaîne Teton – Wyoming, États-Unis

### Océanie
- Big Ben – Île Heard
- Ahipara Gumfields – Nouvelle-Zélande

### Caraïbes
- Massif de la Hotte – Haïti
- Massif de Valle Nuevo – République Dominicaine
- Escambray - Cuba

### Amérique du Sud
- Massif de Brasilia – Brésil, Argentine, Paraguay, Uruguay .
- Massif de la Neblina – Frontière Venezuela – Brésil
- Nœud d'Almaguer – Colombie
- Massif nord de la Patagonie – Argentine
- Massif du Deseado – Argentine

### Submergé
- Massif Atlantis - partie de la dorsale médio-atlantique dans l' océan Atlantique Nord
- Plateau Tamu - le plus grand volcan de la Terre